# سیارک ۱۹۶۴۳
سیارک ۱۹۶۴۳ (به انگلیسی: 19643 Jacobrucker، نامگذاری:1999RA95) نوزده هزار و ششصد و چهل و سومین سیارک کشف شده‌است که در ۷ سپتامبر ۱۹۹۹ کشف شد.
قدر مطلق سیارک برابر ۲۰.۴ است.